# Boo von Malmborg
Boo Fredrik von Malmborg, född 5 december 1905 i Gävle, död 21 oktober 1980 i Stockholm, var en svensk konsthistoriker och museiman.

## Biografi
Boo von Malmborg var son till brandchefen Otto August von Malmborg och Inga von Malmborg samt dotterson till Robert Schough. Han studerade vid Stockholms högskola 1925-28 med en fil.kand.-examen och var därefter intendent vid Kulturhistoriska föreningens museum i Gävle 1930-34 och arbetade på Gävleborgs läns hembygdsförbund 1932—33. Efter fortsatta studier vid Uppsala universitet 1934-36 tog han en fil.lic.-examen 1936. Han arbetade sedan på Nationalmuseum och var chef för Statens konstråd 1948-63 och därefter åter på Nationalmuseum till 1971. Efter pensioneringen förordnandes han som föreståndare för Nationalmuseums arkiv, vilket han var till 1980.
Han var en av de ledande inom Genealogiska föreningen. Han tog där initiativ till en landsomfattande, systematiskt bedriven inventering av privatarkiv, framför allt gårdsarkiv.
Boo Malmborg gifte sig 1937 med Brita Maria Eklund (1911-?).